# Space Hulk (jeu vidéo, 1993)
Pour le jeu de 2013, voir Space Hulk (jeu vidéo, 2013).
Space Hulk est un jeu vidéo de tactique en temps réel et de tir à la première personne développé et publié par Electronic Arts en 1993 pour MS-DOS, Amiga et NEC PC-9801. Le jeu est basé sur le jeu de plateau Space Hulk — créé par Games Workshop en 1989 — dont l’action se déroule dans l’univers de science-fiction de Warhammer 40,000. Le joueur y contrôle une équipe de Space Marines, des soldats lourdement armés et génétiquement améliorés, dont la mission est de protéger l’humanité contre la menace d'aliens.
Le jeu se déroule à bord d’immenses amas de vaisseaux abandonnés, de rochers ou de glace, connus sous le nom de space hulks et infestés de Genestealers, dérivant entre l’univers réel et le warp, une dimension parallèle infestée par les forces du Chaos. Le joueur peut contrôler son équipe de Space Marines en vue de dessus, ou contrôler chaque Marine individuellement comme dans un jeu de tir à la première personne. Le jeu autorise un nombre de pauses limité pendant lesquelles le joueur peut continuer de donner des ordres à ses troupes. Le thème de l’affrontement entre les Space Marines, lourdement armés, et les rapides Genestealers a permis au jeu de recevoir de très bonnes critiques, celles-ci mettant en avant un gameplay frénétique et une atmosphère oppressante. Certaines critiques regrettent néanmoins la grande difficulté du jeu pouvant rendre celui-ci très frustrant.
À la suite du succès de Space Hulk, Electronic Arts a publié en 1996 une suite appelé Space Hulk: Vengeance of the Blood Angels.

## Trame

### Univers
Space Hulk est basé sur le jeu de plateau éponyme créé par Games Workshop en 1989. Le jeu se déroule dans l’univers de science-fiction de Warhammer 40,000, le joueur contrôlant une équipe de Space Marines, des soldats lourdement armés et génétiquement améliorés, dont la mission est de protéger l’humanité contre les menaces extraterrestres. Équipés d’exosquelettes mécaniques, ces soldats sont envoyés en missions à bord d’immenses amas de vaisseaux abandonnés, de rochers ou de glace – connus sous le nom de Space Hulks – dérivant entre l’univers réel et le warp, une dimension parallèle infestée par les forces du Chaos. Ces amas sont peuplés de Genestealers, une race d’aliens se nourrissant de la biomasse des planètes qu’ils abordent. Afin de protéger l’humanité, l’objectif des Space Marines est donc d’éliminer cette menace,.

### Scénario
Le scénario de Space Hulk est principalement raconté au joueur par l’intermédiaire des briefings des missions. Le prologue, exposé dans le manuel du jeu, relate que plusieurs siècles avant les événements du jeu, les Dark Angels – une escouade de Space Marines – ont réussi à repousser une invasion de Genestealers dans le système de Tolevi mais qu’après avoir abordé le Space Hulk porteur de l’invasion, le Sin of Damnation, celui-ci a disparu dans le warp. Dans la première mission de la campagne, le joueur est envoyé en mission dans le système de Tolevi afin d’enquêter sur un appel de détresse émanant des Dark Angels. Un nid de Genestealers est ensuite découvert sur la planète Ma'Caellia et le joueur reçoit l’ordre de le détruire. Les Genestealers étant trop nombreux, les Space Marines sont cependant forcés de se retirer. À court d’option, ils décident d’anéantir la planète à l’aide d’arme de destruction massive. C’est alors que le Sin of Damnation réapparaît, le joueur étant alors chargé de l’envahir afin de détruire la banque génétique et le patriarche des Genestealers. À la fin de la campagne, le joueur se voit charger de contrôler un unique soldat alors que celui-ci s’enfonce dans les profondeurs du Space Hulk en direction de l’appel de détresse.

## Système de jeu
Space Hulk contient 51 missions dont les objectifs peuvent être d’exterminer tous les ennemis, de retrouver un objet ou de contenir l’ennemi lors d’un repli stratégique. La campagne du jeu est composée d’un enchaînement de 21 de ces missions relatant l’enquête des Space Marines concernant un appel de détresse émanant d’une région infestée de Genestealers. Les autres missions sont des tutoriels, destiné à aider le joueur à apprendre à joueur, ou des missions standalone. Avant chaque mission, un briefing informe le joueur de son objectif et lui montre une carte de la zone d’opération. Chaque Space Marine est équipé d’un Storm Bolter – un fusil d'assaut – et d’une arme destinée au corps à corps, le Power Fist. Pour certaines missions, le joueur peut personnaliser l’équipement de son escouade en sélectionnant l’une des dix autres armes disponible dans le jeu, comme la Power Sword ou le Heavy Flamers. Dans la campagne, les Space Marines survivants gagnent de l’expérience et leurs capacités de combat et de survie s’améliorent.
Les Space Marines contrôlés par le joueur commencent chaque mission regroupés à un ou deux points de départ de la zone d’opération, des Genestealers apparaissant constamment à certains endroits de la zone. Le joueur dispose ensuite de deux interfaces distinctes pour commander ses troupes : l’une lui permet de prendre le contrôle d’un de ses Space Marines, l’autre lui permettant de donner des ordres à ses Space Marines par l’intermédiaire de boutons de commande. Dans cette dernière, deux cartes sont affichées à l’écran, l’une montrant l’ensemble de la zone d’opération et l’autre montrant une zone précise sélectionnée par le joueur. Sur les deux cartes sont indiquées les positions des Space Marines et de leurs ennemis. Le jeu simule un brouillard de guerre en noircissant les zones non explorées et en représentant les Genestealers non repérés par des points, ces derniers étant révélés au joueur lorsqu’un Space Marines s’en approche. Lorsque le joueur prend le contrôle d’un de ses soldats, le jeu passe en vue à la première personne. Un premier écran affiche ainsi ce que voit le Space Marine sélectionné. Pour que ce dernier se déplace, le joueur peut  alors utiliser le clavier ou cliquer sur les flèches directionnelles affichées à l’écran. La souris est également utilisée pour viser et tirer sur un ennemi, l’ordinateur déterminant ensuite si un tir au but tue sa cible. Un autre écran affiche ce que voient les autres Space Marines de l’escouade. Bien que le joueur ne puisse pas contrôler leurs mouvements, il peut leur ordonner de tirer en cliquant sur leur champ de vision. Il peut également prendre le contrôle d’un d’entre eux à tout moment. Les Spaces Marines équipés de leur Storm Bolters n’étant pas contrôlés par le joueur tirent automatiquement sur les obstacles ou les ennemis à leur portée. Leurs armes peuvent cependant se bloquer lors des tirs soutenus, ce qui les rend inutilisable pendant quelques secondes.
Bien que l’action du jeu se déroule en temps réel, le joueur peut faire pause à tout moment en cliquant sur l’icône correspondant. Un compteur se déclenche alors et tous les personnages sont gelés. Le joueur peut néanmoins donner des ordres à ses troupes. Lorsque le compte à rebours se termine, ou si le joueur clique à nouveau sur le bouton pause, chaque personnage recommence à bouger. Le compteur  du mode pause se recharge peu à peu tant que le jeu est en temps réel.

## Développement
Après HeroQuest et Space Crusade, dont les adaptations ont été développées par Gremlin Graphics Software, Space Hulk est le troisième jeu de plateau Games Workshop à être porté en jeu vidéo. Dans le jeu de plateau original, deux joueurs s’affrontent, l’un contrôlant les Space Marines et l’autre les Genestealers. Chacun à leur tour, les deux joueurs peuvent déplacer les figurines représentant leurs personnages afin d’accomplir leurs objectifs. Le joueur contrôlant les Space Marines dispose cependant d’un temps limité pour jouer chaque tour. Le jeu est conçu pour encourager les joueurs à adopter des tactiques différentes : d’un côté les Space Marines qui se déplacent lentement mais qui disposent d’armes à longue portée, de l’autre les très rapides Genestealers qui combattent au corps à corps.
Le développement du jeu débute en 1991. Plutôt que de reproduire l’approche de Gremlin Graphics Software et de se contenter de retranscrire aussi fidèlement que possible les règles du jeu de plateau, Electronic Arts et Games Workshop décident de développer une adaptation profitant de la possibilités offertes par les ordinateurs,. Les développeurs décident par exemple de réaliser le rendu des murs intérieurs des Space Hulk grâce à la technique du lancer de rayon, transférant ainsi une bonne partie du travail liée aux graphismes vers l’ordinateur et réduisant du même coup le temps nécessaire pour intégrer ces murs au jeu de deux semaines à douze heures. Bien que les voix numérisées soient à l’époque une technique relativement nouvelle, l’équipe de développeurs choisit également de profiter de la technologie offerte par les cartes son pour créer les hurlements et rugissement des aliens peuplant les niveaux, ainsi que les cris des Space Marines se faisant attaquer,. Le morceau d’ouverture du jeu, Get Out Of My Way, est enregistré par le groupe de hard rock britannique D-Rok avec Brian May du groupe Queen en guest star.  Tout au long du développement, Games Workshop aide Electronic Arts à réaliser une adaptation aussi fidèle que possible à l’univers de Warhammer 40,000 en répondant à leur question et en leur fournissant de la documentation sur la franchise. L’équipe de développement à créer elle-même les missions du tutoriel, les autres missions étant directement adapté du jeu de plateau et de son extension.

## Versions
D’abord publié en version DOS sur disquettes en juin 1993, Space Hulk est ensuite porté sur d’autres plate-formes et médias. Une version sur CD-ROM du jeu a ainsi été publiée, cette dernière incluant neuf nouvelles missions, de nouvelles cinématiques et de nouveaux effets sonores numérisés,. Contrairement à la version DOS, la version Amiga – publiée à l’automne 1993  – ne pouvait initialement être installé sur un disque dur. Les utilisateurs d’Amiga devaient donc régulièrement changer de disquette lorsqu’ils jouaient, jusqu'à l'apparition de patch permettant de remédier à ce problème. Au Japon, le jeu a également été porté NEC PC-9821 par une entreprise de jeu vidéo locale, Starcraft.
Une suite, baptisée Space Hulk: Vengeance of the Blood Angels, est publiée par Electronic Arts en 1996,.

## Accueil
| Space Hulk               |      |                        |
| Média                    | Nat. | Notes                  |
| Amiga Computing          | UK   | 85 %                   |
| Amiga Force              | UK   | 41 %                   |
| Amiga Format             | UK   | 78 %                   |
| Computer and Video Games | UK   | 87 %                   |
| CU Amiga                 | UK   | 87 %                   |
| Gen4                     | FR   | 93 %                   |
| Joystick                 | FR   | 87 %                   |
| The One                  | UK   | 91 %                   |
| Tilt                     | FR   | 85 % (PC) 78 % (Amiga) |

À la sortie du jeu, la presse spécialisée met d’abord en avant son ambiance oppressante, certains journalistes la comparant à celle du film de science-fiction Aliens, le retour. En effet, outre le concept de faire s’affronter des soldats lourdement armés contre des aliens ressemblant aux « cauchemardesque exosquelettes » d’Hans Ruedi Giger, la vue à la première personne de Space Hulk rappel une séquence du film dans laquelle un lieutenant contrôle et donne des ordres à ses troupes alors qu’ils sont  en missions dans un environnement humide et sombre,,,. Pour les critiques, devoir gérer la lenteur des Space Marines face à la rapidité des Genestealers se révèle riche en émotion et contrôler plusieurs soldats en même temps face à des aliens attaquant de toutes parts devient rapidement stressant,. Bien qu’ayant joué dans un bureau bien éclairé et bruyant, David Upchurch du magazine The One raconte ainsi que le jeu lui a « flanqué la frousse » et Jeff James du magazine Computer Gaming World rapporte que la combinaison d’excellents effets sonores numérisés et de l’aspect écœurant des Genestealers l’a fait « plus d’une fois bondir de son fauteuil de commandant ». De la même manière, Tony du magazine CU Amiga déconseille le jeu aux personnes ayant « le cœur fragile ». Pour Scott May du magazine Compute! le jeu est « un cauchemar d’éradicateur d’insecte devenu réalité ». D'après Alec Meer, la platitude des briefings de missions en font en revanche « un des plus gros gâcheur d’ambiance de l’histoire du jeu vidéo ».
Outre son atmosphère, le système de jeu de Space Hulk reçoit également une attention particulière de la part des critiques. Pour Lester Smith du magazine Dragon le jeu vidéo est ainsi une excellente adaptation du jeu de plateau. D’après lui, les développeurs ont en effet réussit à adapter le concept original de « chasse aux insectes » en profitant des points forts de l’ordinateur plutôt qu’en tentant de répliquer à l’identique les mécanismes du jeu de plateau. Cette analyse est partagée par David Upchurch et Rik Skews du magazine Computer and Video Games qui ajoutent que le système de pause de la version électronique remplace avantageusement les lancers de dés et le tour par tour de la version sur table,. Cet avis n’est cependant pas partagé par l’ensemble des critiques. Ainsi, Dee et Jay du magazine Dragon auraient souhaités une adaptation plus fidèle du jeu de plateau et estime qu'il est trop difficile, contrôler cinq Space Marines ou plus en temps réel contre une attaque de Genestealers étant pour eux impossible. De la même manière, Mark Smith et Ian Osborne du magazine Amiga Force sont gênés par le fait de devoir contrôler plusieurs soldats en même temps lorsqu’ils sont attaqués dans toutes les directions, la lenteur des Space Marine ajoutant selon eux à la frustration. Sur ce dernier point, Alec Meer offre une perspective différente, la lenteur des Space Marine faisant, d’après lui, parti intégrale de l’atmosphère oppressante du jeu. De même, Scott May juge ce multitasking crucial pour l’intensité du jeu. Enfin, Rob Mead du magazine Amiga Format juge le jeu « très bon mais pas excellent » et considère que celui-ci est plutôt destiné aux aficionados du jeu de plateau, ces derniers ayant plus tendance à apprécier cette attention au détail, à la planification et à la tactiques.
Les critiques de la version Amiga sont unanimes à considérer que la fréquence à laquelle il faut changer de disquette est particulièrement frustrante,. Malgré cela, l’atmosphère oppressante de Space Hulk – suscité par une combinaison de son mécanisme de jeu, de son utilisation des effets sonores et de l’intelligence artificielle – à assurer des moments mémorables à de nombreux testeurs,,,,,. L’un d’eux, Simon Clays du magazine Amiga Computing, juge ainsi que Space Hulk est un « jeu de stratégie très difficile avec beaucoup d’action et de moment captivant ». De son côté, Scott May note que le jeu offre une violence « démente » et qu’il est « irrésistiblement exaltant quand les combats éclatent dans d’ininterrompu et savoureux carnages ».
Dix ans après sa sortie, plusieurs journalistes mentionnent Space Hulk comme un jeu vidéo basé sur Warhammer 40,000 méritant les éloges,,.